# 凯赖克豪劳斯特
凯赖克豪劳斯特，是匈牙利赫维什州所辖的一个村。总面积14.50平方公里，总人口726，人口密度50.1人/平方公里（2011年1月1日）。